# Léon Suzanne
Léon Suzanne (* 13. Juli 1870 in Bolbec; † 5. April 1923 in Rouen) war ein französischer Maler und Zeichner und war einer der Vertreter der École de Rouen.

## Leben

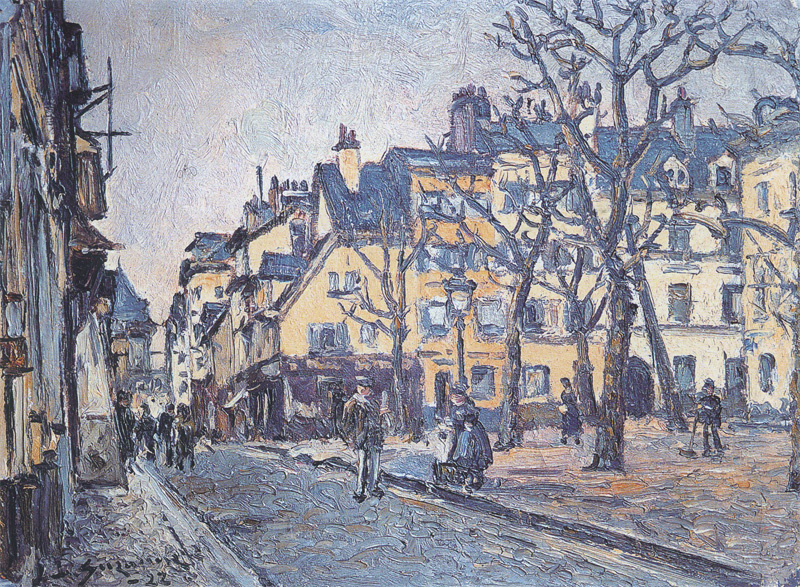
Die Place de la Rouge Mare in Rouen, 1922

Léon Suzannes Vater, ein alteingesessener Bäcker, hoffte, dass Léon den Familienbetrieb übernehmen würde. Doch Léon zeigte schon früh ein bemerkenswertes Zeichentalent. Bereits mit 11 Jahren illustrierte er mit Begeisterung die Geschichte Frankreichs und die Schlachten Napoleons.
Nach der Schule arbeitete Léon zunächst in der Bäckerei seines Vaters, widmete aber seine gesamte Freizeit dem Zeichnen und Malen. Diese Leidenschaft führte zu Spannungen in der Familie und im Alter von 15 Jahren verließ Léon sein Elternhaus, um als Bäckergeselle in Rouen zu arbeiten. Dort teilte er seine Zeit zwischen seinem Beruf und der Malerei auf.
Nach seinem Militärdienst versuchte sein Vater erneut, ihn von der Malerei abzubringen und in die Bäckerei zu drängen, doch Léon Suzanne blieb der Kunst treu. Mit 25 Jahren stellte er sein erstes Bild bei einem Rahmenhändler aus und schloss Freundschaften mit namhaften Künstlern wie Joseph Delattre und Léon-Jules Lemaître.

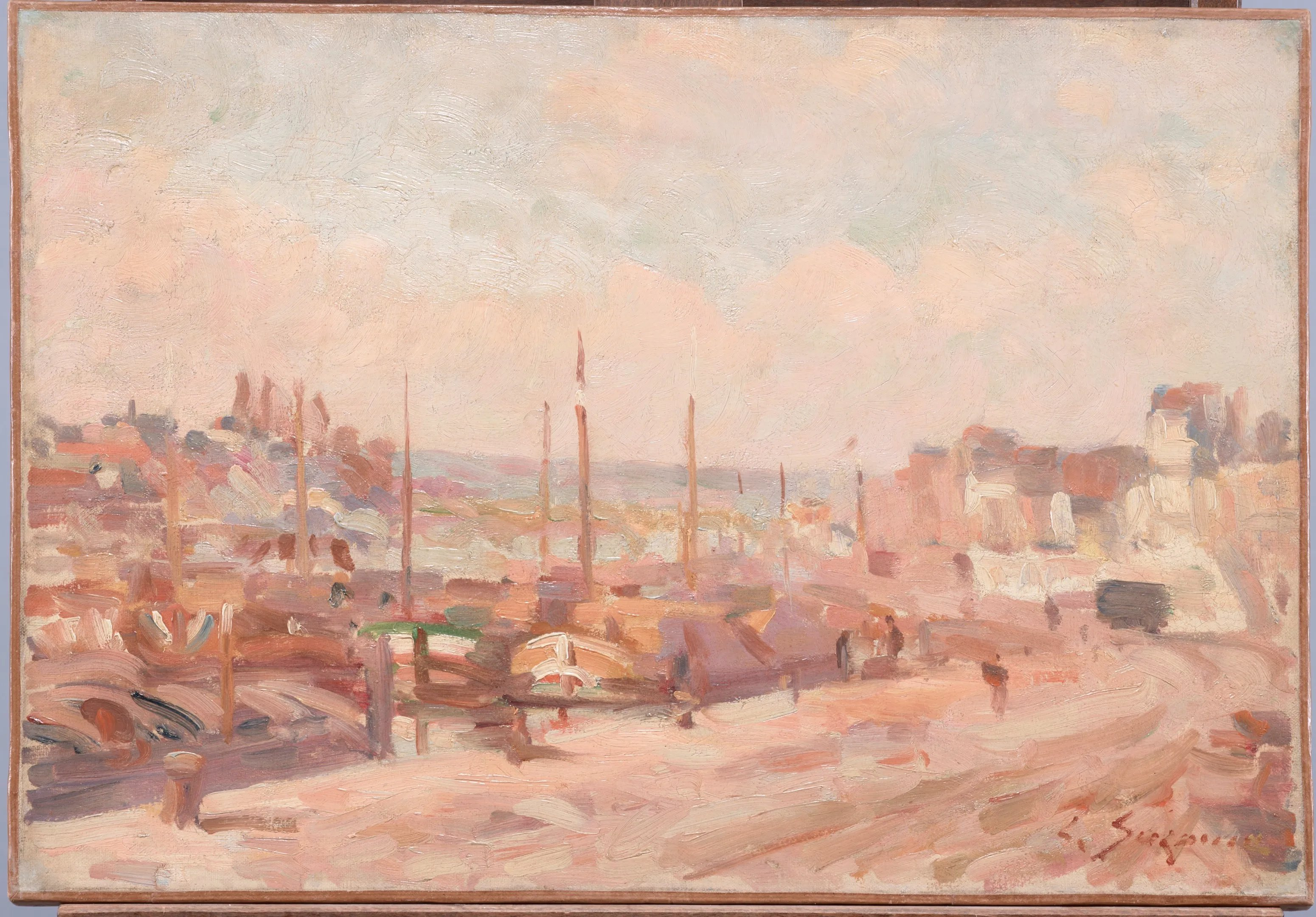
Le pré aux loups à Rouen (Die Wolfswiese in Rouen)

1897 heiratet er und führt mit seiner Frau ein bescheidenes Künstlerleben. Von 1900 bis 1904 lebt Léon in Paris und arbeitet als Illustrator für verschiedene Zeitschriften. Nach seiner Rückkehr nach Rouen besuchte er die École des Beaux-Arts und wurde ein enger Freund von Philippe Zacharie, der sein Talent als Landschaftsmaler erkannte.
Léon Suzanne nahm an mehreren Ausstellungen teil und erhielt positive Kritiken, insbesondere für seine stimmungsvollen und lebendigen Landschaften. 1907 zog er in das Dorf Léry, wo er bis 1910 lebte und weiter malte. Im Ersten Weltkrieg diente er als Soldat und hielt seine Erlebnisse in eindrucksvollen Zeichnungen fest.
Nach dem Krieg kehrte Léon Suzanne nach Rouen zurück und nahm seine künstlerische Tätigkeit wieder auf. Bereits 1920 stellte er wieder erfolgreich aus. Trotz gesundheitlicher Probleme arbeitete er weiter und fand in Victor Sanson einen Mäzen, der ihm finanzielle Sicherheit bot. Léon Suzanne starb am 5. April 1923 in Rouen.